# Sandviksholmarna
Sandviksholmarna är en ö i Finland.   Den ligger i kommunen Lovisa i den ekonomiska regionen  Lovisa  och landskapet Nyland, i den södra delen av landet, 90 km öster om huvudstaden Helsingfors.